# Petr Březík
Petr Březík (* 15. května 1947) je bývalý český fotbalista, útočník. Pochází z obce Hvozdná.

## Fotbalová kariéra
V československé lize hrál za TJ Gottwaldov. Nastoupil v 11 ligových utkáních. Gól v lize nedal. Vítěz Českého a Československého poháru 1970. V Poháru vítězů pohárů nastoupil v 1 utkání.

## Ligová bilance
| Ročník                                   | Zápasy | Góly | Klub          |
| ---------------------------------------- | ------ | ---- | ------------- |
| 1. československá fotbalová liga 1969/70 | 8      | 0    | TJ Gottwaldov |
| 1. československá fotbalová liga 1970/71 | 3      | 0    | TJ Gottwaldov |
| CELKEM                                   | 11     | 0    |               |